# Bruchus signaticornis
Bruche des lentilles
Espèce
Bruchus signaticornis, la bruche des lentilles, est une espèce de petits insectes coléoptères chrysomélidés dont les larves apodes se nourrissent de graines de lentille dans les gousses pendant leur croissance.

## Description
Sous sa forme adulte, c'est un petit coléoptère brun foncé long de 2,8 à 3,5 mm. Son prothorax est court, ses élytres tronqués sont aplatis portant plusieurs taches claires, grises ou blanches. Il se différencie d'espèces proches par deux taches noires à l'extrémité de l'abdomen.
Cette bruche est inféodée à la lentille. Les œufs sont pondus de mai à août sur les jeunes gousses et se développent pendant 10 à 15 jours. La larve primaire de 3 à 3,5 mm est mobile. Sa durée de développement est de 20 à 30 jours. Elle pénètre dans la gousse puis dans la graine pour y muer et se transforme dans la graine en larve secondaire apode. 
Après la nymphose, l'adulte formé en septembre sort de la graine en juin de l'année suivante et vit 8 à 9 mois. Il pond sur la gousse en début de grossissement en moyenne, de 50 à 60 œufs, longs d'environ 4 mm. 

## Dégâts
La bruche des lentilles peut provoquer des dégâts importants sur les cultures en période de chaleur. Les récoltes peuvent alors être fortement dévalorisées .